# Leucanopsis manada
Leucanopsis manada là một loài bướm đêm thuộc phân họ Arctiinae, họ Erebidae.